# Liste der französischen Gesandten in Jerusalem

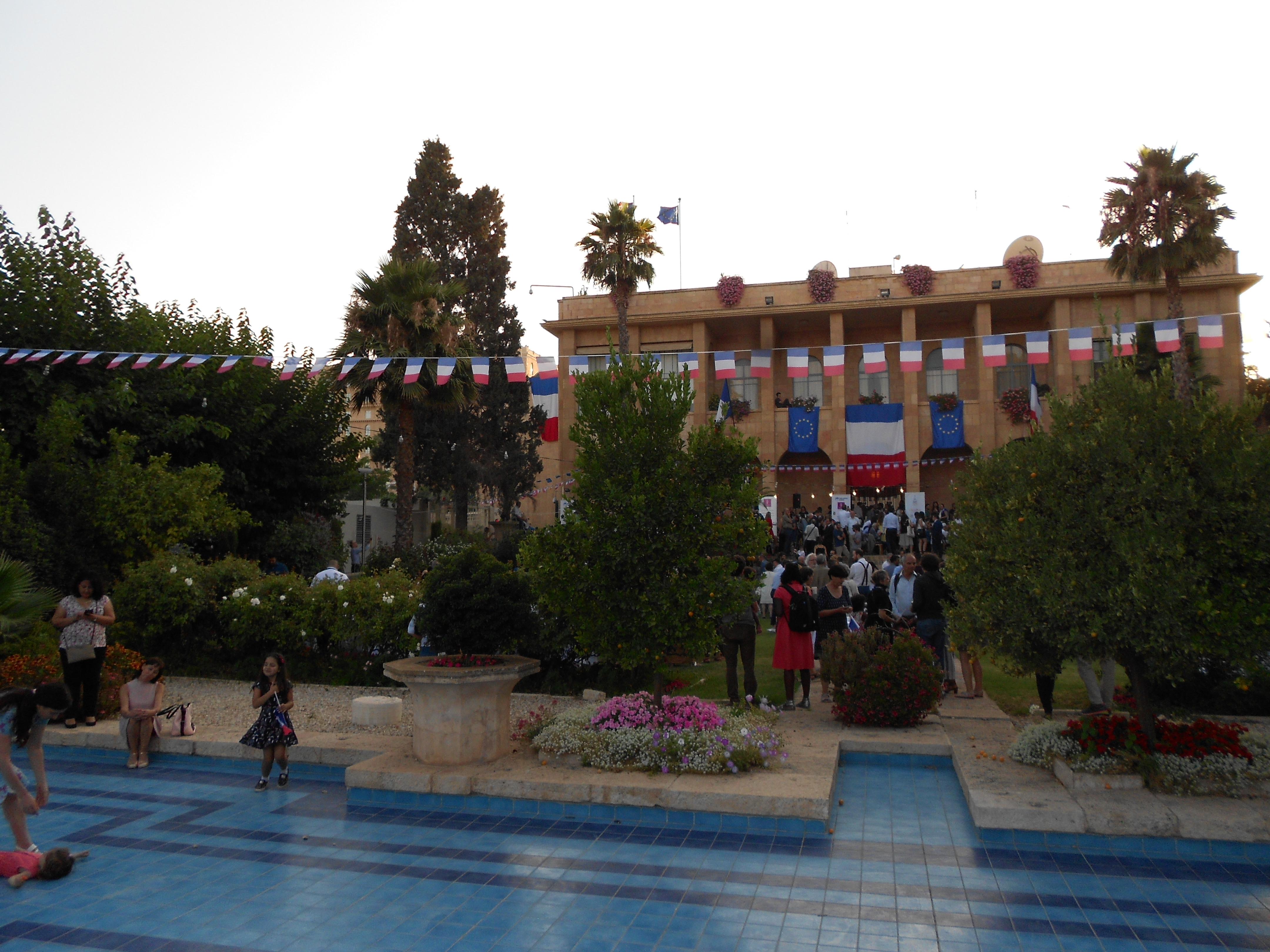
Generalkonsulat anlässlich des Finales der Fußball-WM 2018

1535 unterzeichnete Franz I. (Frankreich) einen Vertrag mit Süleyman I., der einen Konsularvertrag für das osmanische Reich enthielt.
Von 1694 bis 1699 gehörte Jerusalem zum Amtsbezirk des Consul pour la Palestine, Galilée, Samarie et Judée, der in Aleppo residierte.
Konsularisch betreute Frankreich Jerusalem von anderen Orten aus, bis 1843 das französische Konsulat als drittes in Jerusalem eröffnete, nachdem Britannien (1839) und Preußen (1842) ihre bereits eingerichtet hatten. 1893 wurde das Konsulat zum Generalkonsulat aufgewertet. 
Im Jahre 1930 bezog das Generalkonsulat seinen heutigen Sitz, den der Architekt Marcel Favier entworfen hatte. Seit 1948 heißt die Straße, in dem das Generalkonsulat liegt, Rechov Paul-Émile Botta (רְחוֹב פּוֹל-אֵמִיל בּוֹטָּה) zu Ehren des vierten französischen Konsuls mit Dienstsitz in der Stadt, der als Archäologe und Ethnologe die Region erforscht hatte.

## Liste der Geschäftsträger
| Ernennung | Name                                                                           | Bemerkungen | Posten verlassen |
| --------- | ------------------------------------------------------------------------------ | --- | ---------------- |
| 1623      | Sire Jean Lempereur                                                            | Kleiderhändler aus Paris ab 1604 Konsul ab 1618 Richter.                                                                        | 1625             |
| 1699      | Sébastien de Brémond                                                           | übersetzte den Roman Hattige: Or the Amours of the King of Tamaran, Amsterdam 1680                                              | 1700             |
| 1713      | Jean de Blacas                                                                 | Jean de Blacas, Seigneur de Carros, (baptisé le 29 septembre 1667)                                                              | 1714             |
| 1843      | Gabriel de Lantivy                                                             | 1852 Konsul in Dublin | 1844             |
| 1844      | Pierre Edmond de Barrère                                                       | (* 7. November 1819 auf Finistere), conseiller général du Calvados, Erzeroum, Consul Général à Smyrne                           | 1845             |
| 1845      | Joseph Helouis-Jorelle                                                         | | 1848             |
| 1848      | Paul-Émile Botta                                                               | | 1855             |
| 1868      | Edmond Barrère - Joseph Adam Sienkiewicz                                       | Edmond Barrère (* 1847–1869 consul de France à Tiflis, Jérusalem et Smyrne) Joseph Adam Sienkiewicz (1885 Botschafter in Tokio) | 1870             |
| 1871      | Joseph Adam Sienkiewicz - Louis Ernest Crampon                                 | Louis Ernest Crampon 1906 Konsul in Tabrīz                                                                                      | 1873             |
| 1875      | Salvator Patrimonio                                                            | (* 1836 in Bastia) 1885 Konsul in Beirut                                                                                        | 1877             |
| 1878      | Salvator Patrimonio - Aimé Adrien Langlais                                     | Aimé Adrien Langlais (* 12. März 1840 in Mayenne)                                                                               | 1881             |
| 1878      | Salvator Patrimonio - Aimé Adrien Langlais                                     | | 1881             |
| 1882      | Aimé Adrien Langlais - Charles Ferdinand Destrées - Fortuné Louis A.X. Ledoulx | Charles Ferdinand Destrées (* 29. Mai 1837 in Oran)                                                                             | 1883             |
| 1884      | Charles Ferdinand Destrées - Charles Fortuné Louis Alexandre Ledoulx           | Charles Fortuné Louis Alexandre Ledoulx (* 21. August 1844 in Tunis)                                                            | 1886             |
| 1885      | Lucien Monge                                                                   | Konsul in Alexandria und Port-Saïd                                                                                              | 1885             |
| 1887      | Charles Fortuné Louis Alexandre Ledoulx                                        | | 1890             |
| 1893      | Charles Fortuné Louis Alexandre Ledoulx                                        | | 1898             |
| 1898      | Pierre Jean Baptiste Ernest Auzepy                                             | († 1910) 1885 Gesandter in Bahia, 1909–1910 Gesandter in Guatemala                                                              | 1901             |
| 1902      | Auguste Boppe                                                                  | (* 1862 in Nancy-1921 Peking) Gesandter in Istanbul, Konstantinopel, Peking                                                     | 1904             |
| 1902      | Hippolyte Honoré Dumas                                                         | (1857–1952) | 1902             |
| 1905      | George Outrey                                                                  | | 1908             |
| 1908      | George Gueyraud                                                                | 1902 Konsul in Sevilla | 1914             |
| 1919      | Louis Rai                                                                      | | 1924             |
| 1924      | Gaston Maugras                                                                 | | 1925             |
| 1926      | Louis-Alphonse Doire                                                           | | 1928             |
| 1928      | Jacques d'Aumale                                                               | seit 1912 im auswärtigen Dienst                                                                                                 | 1937             |
| 1937      | Amédée Outrey                                                                  | | 1940             |
| 1941      | Henri Zimmermann                                                               | Délégation de la France Libre                                                                                                   | 1942             |
| 1942      | Guy du Chaylard                                                                | Délégation de la France Libre                                                                                                   | 1946             |
| 1946      | René Neuville                                                                  | 1933–1935 Archäologe an der Qafzeh-Höhle                                                                                        | 1952             |
| 1952      | Bernard Rochereau de La Sablière                                               | | 1954             |
| 1955      | Marcel Laforge                                                                 | (1922–1958) Konsul im kleinasiatischen Griechenland, Ägypten, Pakistan, Brüssel                                                 | 1957             |
| 1958      | André Favereau                                                                 | 1941 aka Brozen Leiter der nördlichen Maquis, 1945 Gouverneur der Pfalz                                                         | 1959             |
| 1960      | Christian Marcotte de Sainte-Marie                                             | 1957 Botschafter in La Paz | 1963             |
| 1963      | Lucien Lemoine                                                                 | | 1966             |
| 1966      | Christian Fouache d'Halloy                                                     | (* 1905) von 1960 bis 1966 Generalkonsul in Florenz                                                                             | 1970             |
| 1970      | Paul Henry                                                                     | | 1975             |
| 1975      | Pierre Bitard                                                                  | | 1978             |
| 1978      | Bernard Lopinot                                                                | 1984 Botschafter in Nouakchott                                                                                                  | 1982             |
| 1982      | Jean Guéguinou                                                                 | 1990 Botschafter in Prag | 1986             |
| 1986      | Jean-Claude Cousseran                                                          | Leitete ab 2000 die Direction Générale de la Sécurité Extérieure                                                                | 1988             |
| 1988      | Gilles d'Humières                                                              | 1994 Botschafter in Antananarivo                                                                                                | 1991             |
| 1991      | Jean de Gliniasty                                                              | | 1995             |
| 1996      | Stanislas de Laboulaye                                                         | | 1999             |
| 1999      | Denis Pietton                                                                  | seit Oktober 2009 Botschafter in Beirut                                                                                         | 2002             |
| 2002      | Régis Koetschet                                                                | 1992 Botschafter in Maskat | 2005             |
| 2005      | Alain Rémy                                                                     | 1991 Geschäftsträger in Algier                                                                                                  | 2009             |
| 2009      | Frédéric Desagneaux                                                            | (* 1957) | 2013             |
| 2013      | Hervé Magro                                                                    | (* 1960) | 2016             |
| 2016      | Pierre Cochard                                                                 | (* 1962) | 2019             |
| 2019      | René Troccaz                                                                   | |                  |